# 聖托馬斯火山
聖托馬斯火山是危地馬拉的火山，位於該國南部克薩爾特南戈省，屬於安第斯山脈的一部分，海拔高度3,542米，最近一次火山噴發在更新世時期發生。